# Johan Mjällby
Johan Mjällby, (pronunciado [' ju :' um mJ € lby]: Jarfalla, 9 de Fevereiro de 1971 é um aposentado futebolista sueco. Atuou na seleção sueca desde 1998, jogou 46 jogos e marcou 4 gols. Mjällby foi capitão da seleção durante a Copa do Mundo de 2002. Ele também jogou na Euro 2000 e na Euro 2004.

## Carreira indecisa
Mjällby adorava jogar futebol e tênis e teve a opção da carreira profissional em ambos os esportes. Como isso não é possível, ele tomou a decisão de fazer número no futebol e em 1984 com 13 anos assinou com o IK Bele.

## Fazendo nome
Em 14 anos de carreira no IK Bele, mostrou as suas performances e em 1998 fez o que o levassem para o Celtic.

## Carreira noCeltic
Jogando pelo Celtic, na época do técnico Jozef Venglos estreou no campeonato escocês com o pé direito : Goleou o arqui-rival Rangers FC por 5 a 1 dando uma assistência para o Celtic marcar.
Pelo time do Celtic ganhou : 3 campeonatos escoceses, 2 Taças da Liga e 2 Scottish Cup.
É considerado um melhores zagueiros da década do time do Celtic.
Durante seu tempo na equipe escocesa também jogava como capitão.

## Carreira noLevante UDe aposentadoria
Em 2004 assinou com o Levante UD, recém promovido da Segunda Divisão esponhola. No entanto não jogou bem como jogava na Escócia devido as suas sérias lesões e foi forçado a se aposentar.

## Retorno aSuécia
Após a aposentadoria Mjällby teve forças para voltar a jogar : Depois de mais de 1 ano fora dos campos, assinou com o AIK Solna, da Suécia. Mais no dia 16 de Maio de 2006 teve outra séria lesão e se aposentou em definitivo dos gramados.

## Atualmente
Depois de pendurar as chuteiras, agora Mjällby apresenta um programa esportivo chamado TV3 Suécia.